# داگلاس اف۶دی میسایلیر
داگلاس اف۶دی میسایلیر (به انگلیسی: Douglas F6D Missileer) یک هواپیمای ساختِ کارخانهٔ شرکت هواپیماسازی داگلاس در کشور ایالات متحده آمریکا است. نخستین استفاده‌کنندهٔ این هواپیما نیروی دریایی ایالات متحده آمریکا بوده‌است.